# Hälsofrämjande arkitektur
Hälsofrämjande arkitektur har som syfte att genom arkitektoniska medel främja trivseln i miljön. Vad som tillför trivsel kan vara individuellt och vad man anser är vackert och fint kan vara subjektivt. Men det finns även en större vetenskap i vad som kan anses som hälsofrämjande arkitektur och vad i omgivningen som människan anser tillfredsställande. 

## Hjärnans reaktion på arkitektur
I människans omedvetna finns det limbiska systemet som är en del av det centrala nervsystemet i kroppen. Systemet reglerar belöningssystemet och dess hormoner som utsöndras i kroppen vid sinnesintryck. Det är även här som sexualiteten styrs samt minne och inlärning. När det kommer till arkitektur har människan medvetna tankar om vad man tycker om en byggnad eller struktur men arkitekturen får även en reaktion i det instinktivt omedvetna, oberoende av kultur och medvetna tankar.
Ljus är det första som påverkar hur man uppfattar arkitektur. Dagsljus samt annat ljus påverkar välbefinnandet markant, och ljusets behandling i rumsgestaltningen är ett exempel på arkitektoniska egenskaper som snabbt och direkt påverkar känslan. Åtskilliga studier har visat på att dagsljus är viktigt för människans välmående. Majoriteten vistas ungefär 80 procent av sin tid inomhus och vilket typ av rum man befinner sig i kan påverka hur man mår. Personer som till exempel arbetar på kontor med dålig eller ingen tillgång till naturligt solljus sover ungefär 46 minuter mindre om natten. Bristen på de hälsoeffekter som solljus ger gör att man känner sig tröttare, vilket leder till mindre stimulans och slutligen brist på sömn.
En annan faktor för upplevelsen av arkitektur är hur praktisk den är. Användningen och orienteringen i ett utrymme ska vara smidig och praktisk för att tilltala människan. Varje rum i en byggnad anses behöva ha en funktionell koppling till andra rum och den omgivande miljön.

### Teorin ”Prospect and refuge”
Det finns rumsliga gestalter som påverkar människans uppfattning och känsla av arkitekturen. Rent evolutionärt får man till exempel känslan av spänning och adrenalin om man skulle stå vid kanten av ett högt berg och känslan av obehag om man skulle befinna sig längst ned i ett djupt schakt. Detta kan relateras till hur människan uppfattar arkitektur, då man känner oss spänd och otrygg i situationer som genom historien har inneburit fara för människan.
En nämnvärd teori som behandlar relationen mellan människan och hennes omgivning är prospect and refuge, framtagen av Jay Appleton på 1970-talet. Teorin kan beskrivas som relationen mellan ett rovdjur och dess byte, rovdjurets förvärv och döljandet från rovdjuret. Inom arkitekturen finns det exempel på detta i att man har utformat byggnader som döljandet från rovdjuret som en naturlig trygghetsfaktor. Men man har också använt teorin som ser människan som rovdjuret som vill betrakta sitt potentiella byte. Konceptet kan sättas i spel i form av en primitiv grotta. Uråldersmänniskan behövde, på grund av sina förhållanden, inte bara bli skyddad från yttre faror utan även en plats varifrån man kunde betrakta potentiella attacker samt locka djur och växter. Det blev viktigt att interiören var ett taktilt utrymme samtidigt som exteriören gav upphov till att vatten och mat kunde samlas. Detta ledde även till att ens förhållande till ljus blev att exteriören skulle vara ljus och färgglad medan interiören skulle vara mörk och betryggande. Man kan se tydliga spår av denna teori i många arkitekters verk då man behandlar just interiören som en mörk och inbjudande yta som övervakar en ljus och livfull miljö som ger känslan av öppenhet och att man kan betrakta omgivningen från en trygg plats. Detta kan sättas i kontrast till känslan av obehag när människan befinner sig i slutenhet längst ned i ett djupt schakt.

### Matematik i arkitekturen
Mönster och symmetri är mycket viktiga inom arkitekturen. Människan tenderar att leta efter mönster i allting i omgivningen. Det är därför tillfredsställande när man enkelt och naturligt hittar mönster i omgivningen. Detta är ett sätt att förklara och förstå saker omkring sig, utifrån ett övergripande mönster, såväl rent konkret som på ett mer abstrakt plan. Arkitekturupplevelsen förstärks av mönster som förtydligar principer om rummens organisation, förklarar byggnadens uppbyggnad och skapar rumslig ordning.

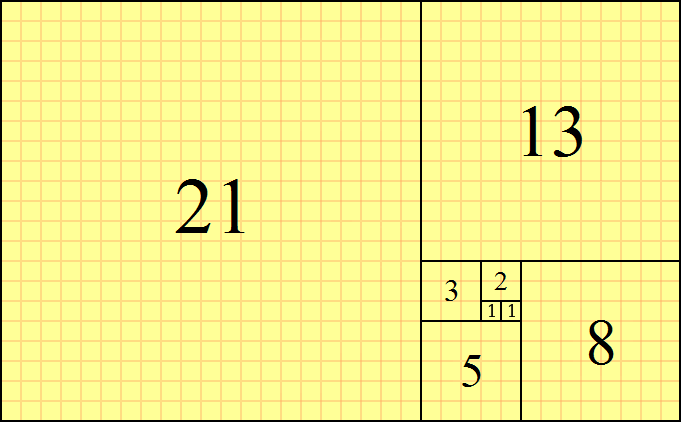
Det gyllene snittet.

Människor har sedan antiken tilltalats av mönster och symmetri. Pythagoréerna ansåg att allting är tal och verkligheten kunde förklaras genom tal. De sökte sig då till geometri och använde sig av proportionellt tänkande och symmetriska verktyg för att skapa figurer som var harmoniska och estetiskt tilltalande. Ett exempel på verktyg är det gyllene snittet som är en populär benämning på en uppdelning av en sträcka i två delar så att hela sträckan a+b förhåller sig till den större delen b som den större delen b till den mindre delen a, dvs. så att (a+b): b = b: a.”54. Geometri är viktig i arkitekturen då olika former och figurer som har en koppling till oss genom matematiken kan framkalla olika känslor. Exempelvis kan stress, tillit och lugn alla framkallas genom möten med mönster. Gestaltningen av en plats är därför ofta bunden till geometrin som påverkar känslan av platsen och människorna som vistas där.
Kopplingen till matematik är också en anledning till att vad som anses vara vacker arkitektur är subjektivt, då sinnet för att förstå abstraktioner och människans matematiska tänkande är olika utvecklade. Vid åskådning av en figur eller ett mönster vill människan bli stimulerad och föremålet ska fånga ens intresse, men samtidigt ska arkitekturen skapa ett lugn. Balansen mellan dessa två och våra olikt utvecklade sinnen är faktorer som påverkar vad som är mer vackert än det andra. Människor har en enorm kapacitet för att ta in sinnesintryck och för att hålla hjärnan stimulerad behöver den utmanas. Om hjärnan endast exponeras för monotona mönster och inte utmanas kan den inte utvecklas vilket kan vara skadligt för hälsan.
Skala är också en faktor för vår upplevelse. Varje form och figurs skala och storlek sätts omedvetet i relation till dess omgivning men också i relation till tidigare upplevelser. Därför upplever människan sin omgivning på olika sätt då den har olika erfarenheter att jämföra med. Olika rums påverkan på upplevelsen av ett objekt är grundat i förhållandet mellan de horisontella och vertikala linjerna i rummet. Om någon linje är överträffande dras uppmärksamheten till linjen och då upplever man automatiskt de andra linjerna som betydligt mindre än vad de är. Därför är förhållandet viktigt för att få en behaglig balans i rummet. Förutom mönster kan färg, material och struktur påverka upplevelsen av skala.

## Natur i arkitektur
Människans koppling till naturen speglar sig i hur vi ser på arkitektur idag. Objektivt anser människan att naturen är vacker, vare sig det är när man skådar ett berg, en dal eller havet tycker vi om att kolla på naturen.  Det ligger i den primitiva människans ursprung att beskåda naturen och öppna landskap. Ursprungsmänniskan från Afrika gav dagens människa en psykisk vana att befinna sig i öppet landskap vilket har skapat det omedvetna behovet för oss att göra detsamma.

Den gyllene spiralen.

Det finns många mönster i naturen. Många är skapade på grund av erosion och många är uppbyggda på liknande sätt. Att vara i naturen och exponeras för dessa mönster har visats sig leda till 60 procent mindre stress i vardagen. Detta kan vara på grund av att våra förfäder har varit vana att se mönsterna vardagligen. Många arkitekter har därför använt sig av dessa mönster i sina projekt för att skapa en lugnande effekt som minskar stressen. Man kan till exempel se arkitekter i århundraden använda sig av design som efterliknar natur i sina verk. Detta spiralmönster finns överallt i omgivningen, från frukter till havsströmmar till väderkartor. Man kan även se det som cykeln för livet, och dess inflytande kan då ses i många religioner. Det är även en filosofi i hur man ska ta sig an problem framtagen av Carl Hastrich 2005. Men det är alltså ett mönster som vi kan relatera mycket till och det är en del av vårat liv.

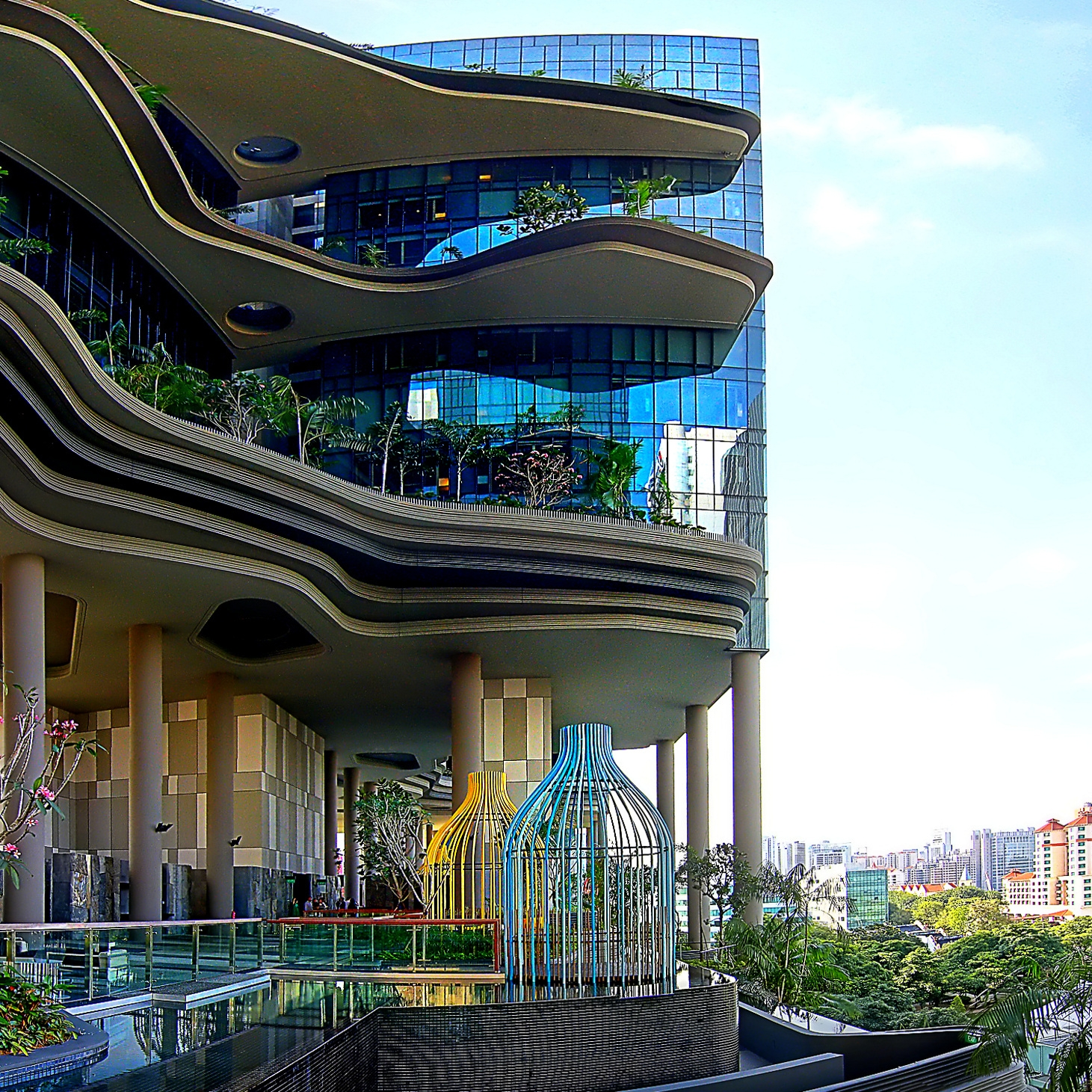
Biomorfisk, naturliknande byggnad i Singapore.

Många byggnader och arkitektoniska figurer uppvisar naturliknande strukturer och använder sig av former och mönster i en biomorfisk stil. Detta för att återskapa en känsla av att leva tillsammans med naturen och ge människan chansen att få skapa en samstämning med naturen, vilket har påvisat en positiv påverkan på den mentala hälsan. För att skapa naturliknande strukturer har arkitekter både återskapat mönsterna och formerna med andra material men också genom att endast använda sig av till exempel trägolv som ger stämningen av att vara nära naturen.
Natur har därför ett stort inflytande i arkitekturen, vilket har banat vägen för att använda natur i byggnadsprojekt. Detta kan vara till exempel att man väljer att bygga parker i städer men också att man har mönster från naturen i många delar av byggnadsprojekten idag. Ett exempel är Taj Mahal, som har integrerat många inslag av natur på sitt område. Det har exempelvis en stor trädgård med fontäner och vattenfall som anses vara höjdpunkter av det arkitektoniska verket. Ett annat exempel är trädgårdarna vid Slottet i Versailles, som visar på hur människan alltid har strävat efter att vara nära naturen. Trädgårdarna är byggda för tillställningar av den franska kungafamiljen, då lokalerna för fest lika gärna kunde ha byggts inomhus belyser det människans omedvetna vilja att vara nära naturen.

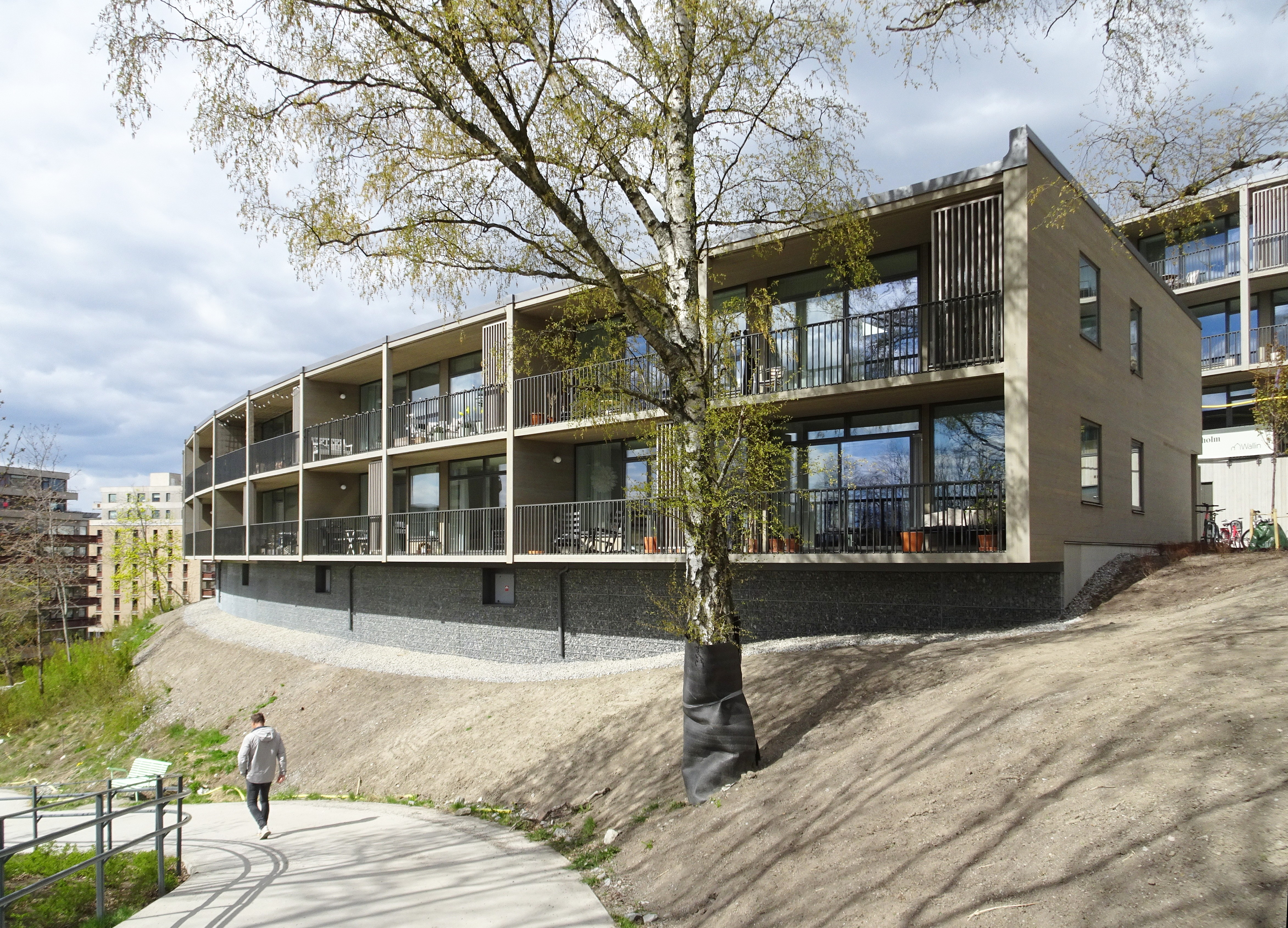
Bostadskvarteret Bergsvåg i Norra Djurgårdsstaden.

Naturens inverkan på den mentala hälsan har också varit anledningen till många nya moderna stadsprojekt som utgår ifrån att fånga detta samband mellan naturen och människan. Ett exempel i Stockholm är bostadskvarteret Bergsvåg i Norra Djurgårdsstaden där arkitekterna har valt att efterlikna exteriören som berget som finns under byggnaden. En viktig del i projektet var att bevara det tidigare landskapet och integrera naturen med den nya byggnaden.

## Sjukhusens hälsofrämjande arkitektur
Vid slutet av 1700-talet bildades en kommitté i Paris på uppdrag av kung Ludvig XIV av Frankrike för att främja betydelsen av ren luft och god hygien i sjukhusarkitektur. Ett av förslagen var paviljongsystemet som influerade byggandet av tre sjukhus, inklusive Hôpital Lariboisière, som stod klart 1854 och ritades av M.P. Gauthier. Paviljongsystemet hade en primär försörjningskorridor för cirkulation av människor och förnödenheter och patientavdelningar som förgrenade sig ut från dessa korridorer, vilket tillät ljus och frisk luft att tränga in och skapade utsikt mot omgivningen.
Florence Nightingale, en engelsk socialreformator av vård och omsorg, grundade modern sjukvård genom att betona vikten av hygien och estetik i den fysiska miljön. Hon påpekade att goda förhållanden av ljus, ljud, lukt, värme och ventilation var faktorer som påverkade läkningsprocessen positivt, samt en omväxlande sjukhusmiljö i form av form och färg. Idén var att skapa en terapeutisk miljö med empati i vården som ett led i tillfrisknandeprocessen.

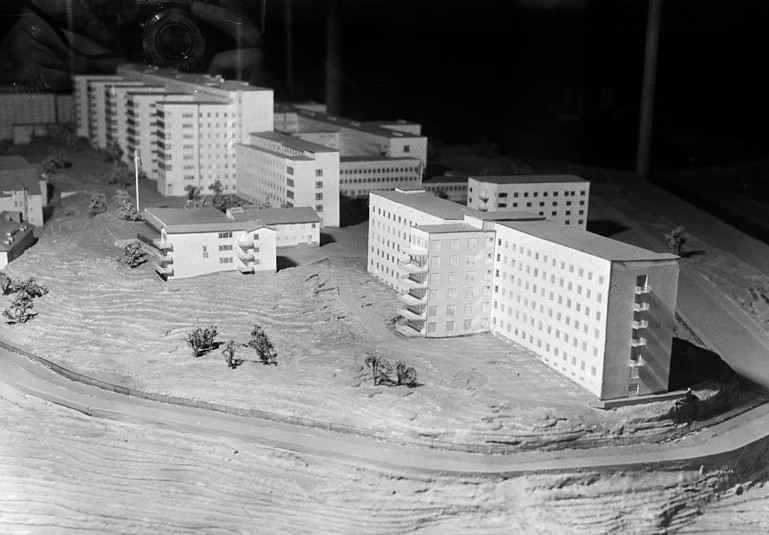
Södersjukhuset, modell från 1950.

Efter andra världskriget prioriterades effektivisering för personalen och ekonomiska kriterier framför hälsofrämjande arkitektur. Under 1960-talet fram till 1990-talet liknade sjukhusen mer kontorsliknande byggnader utformade av block i olika dimensioner. På 1980-talet tillkom dock flera projekt som omvandlade blockstrukturen för att framhäva mer humana anläggningar, där avdelningarna kopplades ihop i horisontella led och utrymmen mellan rum skapades för naturligt ljus och luft samt utsikt till utomhusomgivningen. Sjukhusen blev mer integrerade i landskapet och olika byggnader fungerade som olika kompetensavdelningar som tillsammans bildade hela anläggningen, vilket underlättade förflyttning av patienterna och gjorde distributionen mer flexibel.

## Arkitekturens påverkan på psykiska sjukdomar
Studier påpekar att arkitektur har en påverkan på hälsan genom att olika element som hjärnan stör sig på kan utlösa psykiska sjukdomar. Till exempel kan dementa personer reagera starkt på skuggor och anta att de är hål. Därför kan placeringar av ljus som skapar skuggor påverka hur dementa person upplever verkligheten och detta kan man se genom att de kan gå och undvika skuggor på ett speciellt sätt. Omgivningen kan även väldigt lätt utlösa ångest och stress. Design som vassa kanter, skarpa hörn, smala gångar och blinda fläckar kan väldigt lätt skapa en obehaglig känsla och få oss att känna oss stressade och ångestfyllda. Studier visar att krigsveteraner är speciellt sårbara för detta.
Men arkitektoniska designer kan också minska symptom för psykiska sjukdomar. Olika designer kan till exempel hjälpa dementa personers syn och igenkännande genom att ge direkta ledtrådar till omgivningen och ta bort föremål som lockar uppmärksamheten och belyser nyckelfunktionerna i omgivningen. Sedan kan exponeringen för solljus hos bipolära patienter förkorta längden av vistelse i sjukhus. Hos schizofrena personer kan omgivningen i yogarum påverka och hjälpa deras fokus, precision och tänkande. Till sist så har öppna ytor och ren miljö en positivt påverkan hos veteraner som lider av posttraumatisk stressyndrom.

## Antroposofi i arkitektur

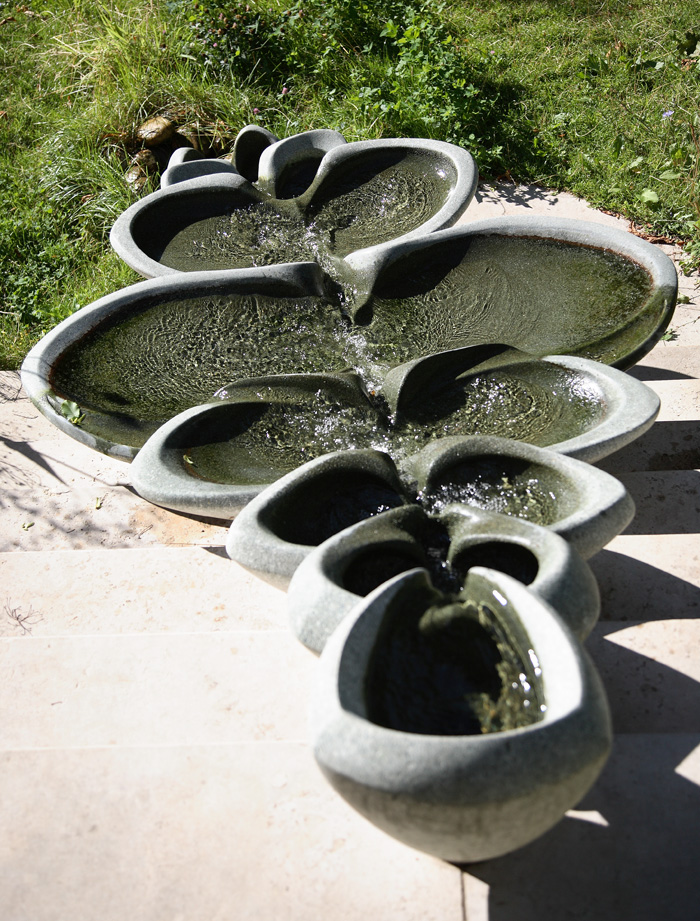
John Wilkes vattentrappor.

Antroposofi bygger på idén att det är människan som står i centrum. Läran grundades av Rudolf Steiner på slutet av 1800-talet, inspirerad av Johann Wolfgang von Goethes förenande av humanism och naturvetenskap.
En tolkning av antroposifin gjordes av John Wilkes på 70-talet då han genom vattenkonst som han kallade Flowforms skapade ett estetiskt tilltalande. En av Wilkes vattentrappor finns i antroposofernas seminarieträdgård i Ytterjärna.

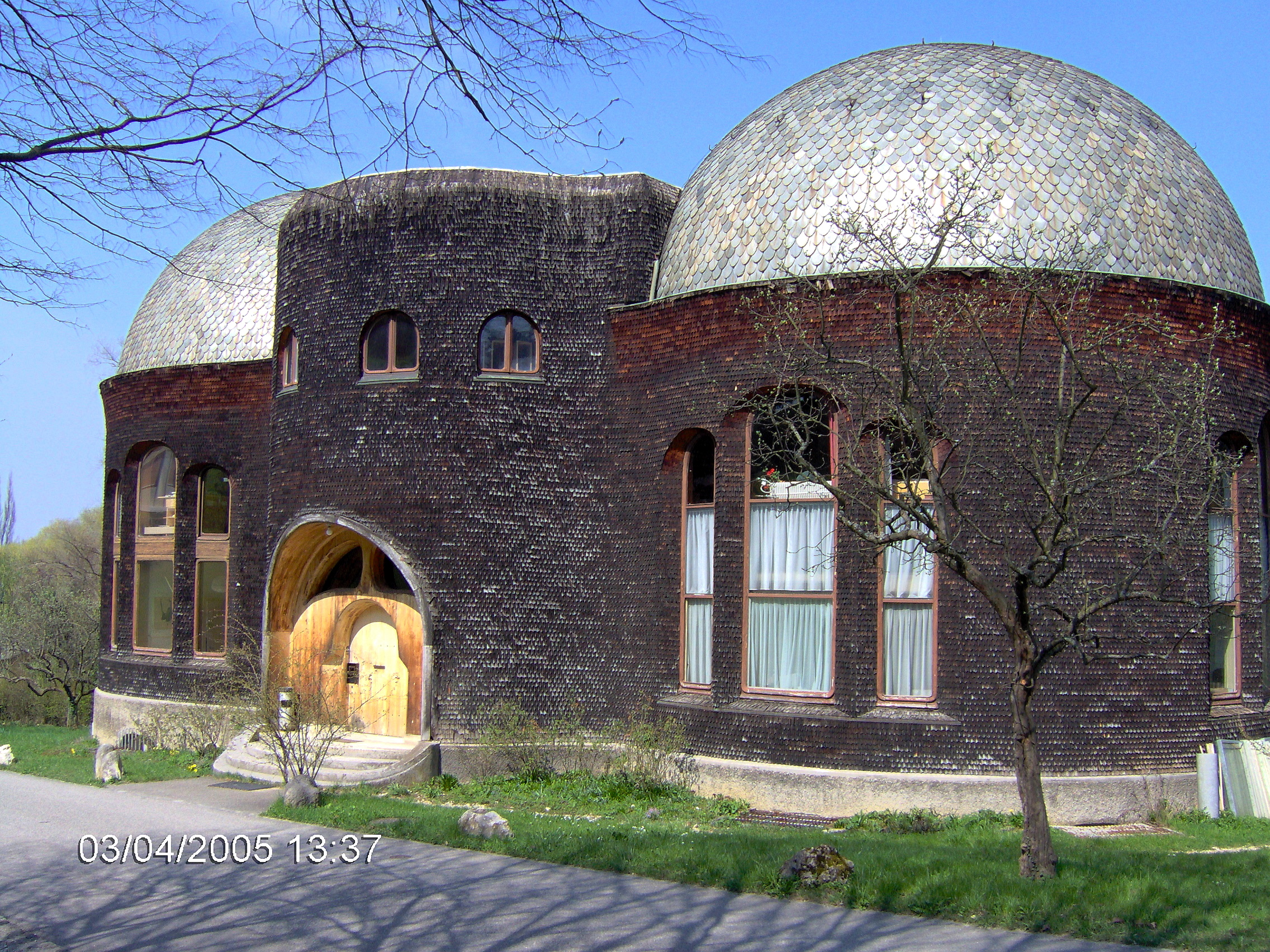
Antroposofisk byggnad.

Inom arkitekturen appliceras antroposofin genom balans, symmetri och metamorfos. Rummet kretsar kring människan. Därför så bör omgivningen tilltala människan genom att det finns en naturlig balans och symmetri, aspekter som vi naturligt dras till. Men rummet ska även vara metamorft, vilket syftar på att det bör kunna reflektera människan i rummet. Omgivningen bör kunna utveckla sig likt som människan för att skapa en levande känsla. Då antroposofin även kretsar kring relationen mellan människan och naturen så använder arkitekturerna naturliga former och strukturer, som exempelvis växter, för att få den antroposofiska känslan.